# Alessandro Balzan
Alessandro Balzan, né le 17 octobre 1980 à Rovigo en Italie, est un pilote de course automobile international italien.

## Palmarès

### Résultats aux24 Heures du Mans
| Année | Écurie         | Copilotes                     | Voiture         | Classe   | Tours | Pos. | Class Pos. |
| ----- | -------------- | ----------------------------- | --------------- | -------- | ----- | ---- | ---------- |
| 2017  | Scuderia Corsa | Christina Nielsen Bret Curtis | Ferrari 488 GTE | LMGTE Am | 314   | 44e  | 15e        |

### Résultats aux24 Heures de Daytona
| Année | Écurie         | Copilotes                                          | Voiture                     | Classe | Tours | Pos. | Class Pos. |
| ----- | -------------- | -------------------------------------------------- | --------------------------- | ------ | ----- | ---- | ---------- |
| 2013  | Scuderia Corsa | Olivier Beretta Marco Frezza Alessandro Pier Guidi | Ferrari 458 Italia Grand-Am | GT     | 678   | 12e  | 4e         |
| 2014  | Scuderia Corsa | Jeff Westphal Lorenzo Casé Toni Vilander           | Ferrari 458 Italia GT3      | GTD    | 647   | 30e  | 11e        |
| 2016  | Scuderia Corsa | Christina Nielsen Jeff Segal Robert Renauer (de)   | Ferrari 458 Italia GT3      | GTD    | 701   | 20e  | 6e         |
| 2017  | Scuderia Corsa | Christina Nielsen Matteo Cressoni Sam Bird         | Ferrari 488 GT3             | GTD    | 575   | Abd. | Abd.       |
| 2018  | Scuderia Corsa | Gunnar Jeannette Cooper MacNeil Jeff Segal         | Ferrari 488 GT3             | GTD    | 744   | 30e  | 10e        |